# La Mémoire du tueur
Pour plus de détails, voir Fiche technique et Distribution.
La Mémoire du tueur (De Zaak Alzheimer) est le titre d'un polar belge sorti en 2003 réalisé par Erik Van Looy d'après la nouvelle De zaak Alzheimer (L'affaire Alzheimer) de Jef Geeraerts.

## Synopsis
En 1995, à Anvers, le commissaire Vincke et son adjoint, l'inspecteur Verstuyft enquêtent sur un réseau pédophile. Au cours d'une intervention, Cuypers, qui prostitue sa fille de 12 ans, est tué. Parallèlement, à Marseille, Angelo Ledda, tueur à gages qui présente les premiers symptômes de la maladie d'Alzheimer, est chargé d'éliminer deux personnes. Très vite, Ledda se rend compte qu'on cherche à lui faire effacer les traces d'un réseau pédophile, le même que celui sur lequel enquêtent Vincke et Verstuyft. Ledda se retourne contre ses employeurs, mais sachant combien de temps sa maladie lui laisse, il décide de mettre Vincke sur ses traces.

## Distribution
- Koen De Bouw (VF : Philippe Valmont) : Eric Vincke
- Werner De Smedt (VF : Vincent de Bouard) : Freddy Verstuyft
- Jan Decleir (VF : Denis Boileau) : Angelo Ledda
- Jo De Meyere : Baron Henri Gustave de Haeck
- Tom Van Dyck : Jean de Haeck
- Vic De Wachter : Dr Joseph Vlerick
- Hilde De Baerdemaeker : Linda de Leenheer
- Geert Van Rampelberg (VF : Fabien Jacquelin) : Tom Coemans
- Filip Peeters : Major De Keyser
- Johan Van Assche : Comm. François Van Parys
- Jappe Claes (VF : Patrick Larzille) : Marcel Bracke
- Gene Bervoets : Seynaeve
- Lone van Roosendaal : Henriette Seynaeve
- Lucas van den Eijnde (VF : Philippe Peythieu) : Bob Van Camp
- Els Dottermans : Eva Van Camp
- Patrick Descamps : Gilles Resnais
- Deborah Ostrega : Anja Laeremans
- Laurien Van den Broeck : Brigitte 'Bieke' Cuypers
- Dirk Roofthooft : Mr Cuypers

## Fiche technique
- Réalisation : Erik Van Looy
- Producteurs : Erwin Provoost, Hilde De Laere
- Scénario : Erik Van Looy, Carl Joos
- Musique : Stephen Warbeck
- Montage : Yoohan Leyssens, Philippe Ravoet
- Photo : Danny Elsen
- Distributeur : Kinepolis Film Distribution
- Genre : policier, thriller
- Année de sortie : 2003
- Durée : 120 minutes
- Langue : Néerlandais
- Pays :  Belgique
- Dates de sortie :
  - 7 octobre 2003 : première mondiale au Festival du film de Gand
  - 9 avril 2004 : Franceau Cognac Film Festival
  - 15 octobre 2003 : Belgique
  - 15 avril 2004 : Pays-Bas
  - 21 avril 2004 : France

## Récompenses
2003 : Prix Joseph-Plateau, Meilleur réalisateur, Meilleur film, Meilleur scénario, Meilleur acteur : Jan Decleir

## Autour du film
La Mémoire du tueur, qui réunit les acteurs flamands les plus populaires, a été l'un des plus gros succès cinématographiques en Flandre en 2004. Parallèlement, il n'eut que très peu de succès du côté francophone du pays.[réf. nécessaire]
Le film illustre par certains passages la « guerre des polices » (vive concurrence entre la police judiciaire et la gendarmerie) qui sévît en Belgique, jusqu'à la réforme des polices en 1998.
Des remakes américains ont été à plusieurs reprises annoncés. En 2014, c'est le réalisateur américain Brian De Palma qui a annoncé avoir en projet basé sur ce film, avec Al Pacino dans le rôle principal, et être à la recherche d'un financement. C'est finalement Martin Campbell qui l'adapte en 2022 dans Mémoire meurtrière.